# Paramunna foresti
Paramunna foresti là một loài chân đều trong họ Paramunnidae. Loài này được Carvacho miêu tả khoa học năm 1977.